# 施泰勒-维滕武特
施泰勒-维滕武特（德語：Stelle-Wittenwurth）是德国石勒苏益格－荷尔斯泰因州的一个市镇。总面积10.71平方公里，总人口468人，其中男性224人，女性244人（2011年12月31日），人口密度44人/平方公里。